# Boston Celtics 1946-1947
La stagione 1946-47 dei Boston Celtics è stata la 1ª in assoluto della franchigia. Walter Brown uno dei fondatori della Basketball Association of America, fu l'artefice della nascita nonché primo presidente dei Celtics. Honey Russell fu assunto come coach, la partita inaugurale vide i bostoniani sconfitti per 59-53 con i Providence Steamrollers e per la prima vittoria dovettero attendere la sesta giornata quando batterono i Toronto Huskies per 53-49. I Celtics chiusero la stagione all'ultimo posto della Eastern Division.

## Arrivi/partenze

### Scambi
| 12 dicembre, 1946 | Ai Boston CelticsMoe Becker | Ai Pittsburgh IronmenTony Kappen |

| 23 dicembre, 1946 | Ai Boston CelticsJack Garfinkel | Ai Rochester Royals (NBL)denaro |

| 2 gennaio, 1947 | Ai Boston CelticsCharlie Hoefer | Ai Toronto HuskiesRed Wallace |

### Mercato

#### Acquisti
| Giocatore   | Firmato           | Provenienza     |
| Dick Murphy | stagione in corso | New York Knicks |
| Bob Duffy   | stagione in corso | Chicago Stags   |

#### Cessioni
| Giocatore  | Ceduto            | Destinazione    |
| Moe Becker | stagione in corso | Detroit Falcons |

## Roster
| N°    | Naz.                   | Ruolo | Sportivo       | Anno | Alt. | Peso |
| ----- | ---------------------- | ----- | -------------- | ---- | ---- | ---- |
| 3     | Stati Uniti (bandiera) | G     | Mel Hirsch     | 1921 | 168  | 75   |
| 3     | Stati Uniti (bandiera) | G     | Charlie Hoefer | 1917 | 175  | 72   |
| 4     | Stati Uniti (bandiera) | GA    | Wyndol Gray    | 1922 | 185  | 79   |
| 5     | Stati Uniti (bandiera) | GA    | Moe Becker     | 1917 | 185  | 84   |
| 5     | Stati Uniti (bandiera) | G     | Tony Kappen    | 1919 | 178  | 75   |
| 5     | Stati Uniti (bandiera) | G     | Dick Murphy    | 1921 | 185  | 79   |
| 6     | Stati Uniti (bandiera) | G     | Johnny Simmons | 1924 | 185  | 83   |
| 7     | Stati Uniti (bandiera) | A     | Warren Fenley  | 1922 | 191  | 86   |
| 9     | Stati Uniti (bandiera) | C     | Harold Kottman | 1922 | 203  | 100  |
| 10    | Stati Uniti (bandiera) | AC    | Connie Simmons | 1925 | 203  | 101  |
| 11    | Stati Uniti (bandiera) | AC    | Chuck Connors  | 1921 | 196  | 86   |
| 12    | Stati Uniti (bandiera) | A     | Art Spector    | 1920 | 193  | 91   |
| 13    | Stati Uniti (bandiera) | G     | Red Wallace    | 1918 | 185  | 84   |
| 14    | Stati Uniti (bandiera) | A     | Don Eliason    | 1918 | 188  | 95   |
| 14-24 | Stati Uniti (bandiera) | A     | Jerry Kelly    | 1918 | 188  | 78   |
| 15    | Stati Uniti (bandiera) | A     | Hal Crisler    | 1923 | 191  | 98   |
| 15    | Stati Uniti (bandiera) | G     | Jack Garfinkel | 1918 | 183  | 86   |
| 16-8  | Stati Uniti (bandiera) | A     | Al Brightman   | 1923 | 188  | 88   |
| 17    | Stati Uniti (bandiera) | A     | Bob Duffy      | 1922 | 193  | 79   |
| 17    | Stati Uniti (bandiera) | AC    | Virgil Vaughn  | 1918 | 193  | 93   |

## Staff tecnico
- Allenatore: Honey Russell
- Vice-allenatore: Danny Silva
- Preparatore atletico: Harvey Cohn